# Wielka Reforma Teatru
Wielka Reforma Teatru (niekiedy Wielka Reforma Teatralna) – określenie na zjawiska i procesy reformatorskie w teatrze europejskim od końca XIX wieku do lat 30. XX wieku. Wielka Reforma na fali modernistycznego przełomu postulowała zerwanie z realizmem i konwencją teatru mieszczańskiego oraz położeniem nacisku na samą inscenizację z wykorzystaniem nowych technik teatralnych, odwołujących się w realizacjach scenicznych do symbolizmu, ekspresjonizmu, surrealizmu i innych koncepcji awangardowych. Pojęcie stosowane bywa też jako nazwa zbiorcza dla wszystkich eksperymentalnych i awangardowych nurtów teatrze od lat 90. XIX wieku do wybuchu II wojny światowej. 

## Historia pojęcia
Pojęcie Wielka Reforma Teatru upowszechnił Leon Schiller w artykule Nowy kierunek badań teatrologicznych z 1913 roku, opublikowanym w piśmie Krytyka. Schiller dopatrywał się źródeł upadku tradycyjnego teatru w dominacji tekstu literackiego i skupieniu inscenizatorów na aktorze, który miał ten tekst wygłosić. Postulował reteatralizować teatr, powrócić do jego korzeni.
Pozycję pojęcia w polskiej refleksji teatrologicznej potwierdzali kolejni badacze, a w latach 80. XX wieku Kazimierz Braun poświęcił zjawisku całą książkę zatytułowaną Wielka reforma teatru w Europie: ludzie, idee, zdarzenia. Braun dostrzegał problem z określeniem zakresu opisywanego zjawiska: podczas gdy dla jednych omawiane pojęcie odnosiło się jedynie do fermentu antynaturalistycznego na przełomie wieków, skoncentrowanego na problemie ruchu i światła scenicznego, dla innych (w tym dla Brauna) Wielka Reforma to „długotrwały, niejednolity, wielofazowy proces obejmujący wiele krajów, rozwijany przez wielu artystów, uprawiających różne style i kierunki, docierający do wszystkich elementów sztuki teatru”.
Pojęcie Wielka Reforma Teatru przyjęło się  w polskiej tradycji teatrologicznej, lecz nie zostało upowszechnione poza nią jako zbiorcze określenie zjawiska. Niektórzy współcześni badacze kwestionują jego przydatność i słuszność (Lech Sokół) jako pojęcia o niejasnych granicach i definicji.

## Prekursorzy
Teatr europejski drugiej połowy XIX wieku przechodził poważny kryzys. Brakowało nowych wybitnych dramatów, w teatrach panowały skostniałe reguły sztuki aktorskiej, wypracowane jeszcze na początku stulecia, dekoracje były schematyczne, spadał poziom artystyczny, panoszyła się cenzura, a widzowie traktowali spektakl bardziej jak wydarzenie towarzyskie niż artystyczne.
Doprowadziło to do poszukiwań sposobu odnowy sztuki teatralnej. Jednym z protoplastów Wielkiej Reformy Teatru jest Richard Wagner, który wprowadzał w życie postulat teatru jako syntezy sztuk: muzyki, obrazu, poezji i spajającej wszystko akcji. Zrywając z tradycyjną barokową sceną pudełkową, w Bayreuth postawił gmach teatralny z amfiteatralną widownią wzorowaną na schemacie teatru antycznego.
Wśród prekursorów Wielkiej Reformy należy wymienić też Ludwiga Chronegka, współtwórcę teatru Meiningeńczyków. Trupa nadworna z Meiningen, podróżując po Europie, inspirowała swoimi dokonaniami twórców całego kontynentu. Meiningeńczycy wprowadzili regułę zespołowości, a toporne dekoracje zastąpili odtwarzaniem realiów ze źródeł historycznych, starannie przygotowaną scenografią każdego spektaklu. Zerwali z teatralnym gwiazdorstwem, najlepsi aktorzy mogli równie dobrze grać pierwsze role, jak i epizodyczne rólki. Chronegka uznaje się za pierwszego nowoczesnego reżysera, którego zadaniem było scalenie wszystkich tworzyw teatralnych w jeden spektakl.
W roku 1873 w przedmowie do Teresy Raquin, Emil Zola, chcąc przeciwdziałać stagnacji sztuki teatralnej, nawoływał do poruszenia problematyki współczesnej, urealnienia sztampowych dekoracji i nienaturalnego aktorstwa. W niecałą dekadę później swoje artykuły teoretyczne wydał w formie zebranej w książce Naturalizm w teatrze z roku 1882. Wtórowali mu Georg Köberle w Niemczech i Władysław Bogusławski w Polsce, którego program streszczał się w haśle „O prawdę mi chodzi”.

## Rozwój idei
Wielka Reforma jest produktem modernizmu, który zastępował u schyłku XIX wieku paradygmat realistyczny. Zrywała z tradycyjną włoską sceną pudełkową, dominacją słowa i dążeniem do odtwarzania autentycznego świata. Wyrastając z założeń teoretycznych, stała się nowym paradygmatem zarówno dla twórców, jak i badaczy teatru.
Rozważaniom fali odnowy patronowali dwaj teoretycy: Adolphe Appia i Edward Craig, którzy postulowali docenienie roli samej inscenizacji. Całość spektaklu miała być poddana woli wszechstronnego „artysty teatru”, realizującego swoją wizję. Sztuka teatralna powinna uniezależnić się rzeczywistości (odejście od realizmu, autoteliczność). Akcja sceniczna stawała się mniej istotna niż ruch ciał i przedmiotów w przestrzeni, wzorem sztuk plastycznych doceniono rolę oświetlenia wydobywającego kolory. Będące w ruchu ciało aktora miało wyznaczać czas i przestrzeń teatralną. Teatr przestał być opowiadaniem historii, stawał się strukturą.
Po wielkiej wojnie w nową koncepcję teatru wpisywały się zarówno biomechanika Meyerholda (jedność ciała ludzkiego i dynamicznej scenografii), jak i idee Brechta, który postulował przemianę widza w aktywnego uczestnika spektaklu. Osobne miejsce wśród twórców tego okresu zajęły koncepcje teatru okrucieństwa Antonina Artauda oraz teorii czystej formy Witkacego. Obaj potraktowali refleksje o teatrze na sposób filozoficzny, a ich dzieło zostało w pełni docenione dopiero po II wojnie światowej, stając się inspiracją dalszych zmian w teatrze.

## Rozwój nurtów Reformy
Proces zmian określanych jako wielka Reforma Teatru zainicjował André Antoine w założonym przez siebie Théâtre Libre. Kolejni twórcy szukali własnych sposobów na realizacje teatralne, skupiając się na wybranym elemencie, na słowie, muzyce lub widowisku. Do teatrów dołączali artyści różnych specjalności, plastycy, poeci, krytycy teatralni.
Rozwinęły się dwa początkowo antagonizujące ze sobą style estetyczne: analityczny i synkretyczny, które w czasie międzywojnia uległy połączeniu, tworząc nurt zwany teatrem inscenizacji.

### Lata przedwojenne
Do pierwszej generacji zalicza m.in. André Antoine’a, Ottona Brahma, Adolphe’a Appię, Konstantego Stanisławskiego, Edwarda Gordona Craiga, Paula Forta, Maxa Reinhardta, a z twórców polskich Stanisława Wyspiańskiego.
Największą aktywność artyści ci wykazywali w latach 90. XIX wieku, zakładając własne teatry i instytuty dla popularyzacji nowych idei.
| Teatry powstałe w pierwszej fali Reformy |         |                                       |                                                        |
| Rok powstania                            | Miejsce | Nazwa teatru                          | Prowadzący                                             |
| 1886                                     | Paryż   | Théâtre Libre                         | Andre Antoine                                          |
| 1889                                     | Berlin  | Die Freie Bühne                       | Otto Brahm                                             |
| 1890                                     | Paryż   | Théâtre Mixte (potem Théâtre Art)     | Paul Fort (od 1893 przejęty przez Lugné-Poe)           |
| 1891                                     | Londyn  | Independent Theatre                   | Jacob Grein                                            |
| 1898                                     | Moskwa  | MCHAT (Moskiewski Teatr Artystyczny)  | Konstanty Stanisławski, Władimir Niemirowicz–Danczenko |
| 1901                                     | Ateny   | Nea Skini                             | Konstanty Christomatos                                 |
| 1905                                     | Moskwa  | Teatr-Studio utworzony przy MCHAT-cie | Wsiewołod Meyerhold                                    |

Nurt analityczny charakteryzował naturalizm i realizm, dążenie do weryzmu, niekiedy szokowanie dosłownością, które przysłaniało nieprzygotowanym odbiorcom  moralne i artystyczne walory sztuki. Na scenie pojawiły się rekwizyty i kostiumy  wzięte z prawdziwego życia, lub jeśli to było niemożliwe, życie to naśladujące. Aktorzy przestali deklamować, zachowywali się naturalnie, odwracali się tyłem do publiki, szeptali, mamrotali. Wspierali ich w tym dramaturdzy, którzy w didaskaliach instruowali, jak powinna zachowywać się na scenie dana postać. Ich celem nie był opis rzeczywistości sam w sobie ale analiza postaw i sytuacji. Do pisarzy zaopatrujących naturalistyczne sceny należeli Bernard Shaw, Maksym Gorki, Antoni Czechow, Gerhart Hauptmann czy Stefan Żeromski.
Na nurt synkretyczny (określany też jako antynaturalistyczny) składały się takie tendencje jak symbolizm, futuryzm, dadaizm, konstruktywizm, surrealizm, formizm i inne. Teatr tego nurtu rezygnował z psychologicznej podstawy gry aktorskiej, za obiekt zainteresowania biorąc sam ruch sceniczny, dźwięk, wrażenie wizualne. W spektaklu łączył różne dziedziny sztuk, jak taniec, poezja, malarstwo, muzyka. Nie powstawały osobne teatry skupiające się na eksperymentach, raczej znajdowały one swoje miejsce w już istniejących teatrach nurtu analitycznego, a wiązały się prędzej z nazwiskami wybitnych inscenizatorów i teoretyków niż konkretnymi miejscami. Najważniejszy wkład w rozwój koncepcji teatru synkretycznego wnieśli Adolphe Appia i Gordon Craig.

### Dwudziestolecie międzywojenne
Po I wojnie światowej oba nurty łączą się ze sobą nierozerwalnie, tworząc zjawisko określane jako teatr inscenizacji. Za materiał literacki służyły twórcom nowe sztuki Karela Čapka, Luigiego Pirandelli, Paula Claudel, Władimira Majakowskiego, Bertolta Brechta, Stefana Żeromskiego. Inscenizatorzy korzystali też z tekstów powieści, poematów, czy reportaży, sięgali do tradycji teatrów średniowiecznych.
Druga generacja reformatorów obejmuje takie postacie jak Wsiewołod Meyerhold, Jewgienij Wachtangow, Charles Dullin, Gaston Baty, Aleksandr Tairow, Georges Pitoëff, Louis Jouvet, Bertold Brecht, w Polsce Juliusz Osterwa i Leon Schiller. 
Najwcześniej teatr powojenny rozwinął się w Moskwie i Berlinie. Innymi ważnymi  centrami rozwoju były Paryż, Praga i Warszawa, gdzie funkcjonowała eksperymentująca Reduta założona przez Juliusza Osterwę. 